# William Parker
Sir William Lorenzo Parker, 3. Baronet Parker of Shenstone Lodge (ur. 9 stycznia 1889 w South Kensington, zm. 27 października 1971 w Pontypool) – brytyjski wioślarz i oficer, srebrny medalista olimpijski. 
Kształcił się w Eton College i New College Uniwersytetu Oksfordzkiego. Nigdy nie wziął udziału w The Boat Race.
Wystąpił na igrzyskach olimpijskich w Sztokholmie w 1912, gdzie brytyjska osada New College w składzie: William Fison, William Parker, Thomas Gillespie, Beaufort Burdekin, Frederick Pitman, Arthur Wiggins, Charles Littlejohn, Robert Bourne i John Walker zdobyła srebrny medal w ósemkach. W finale przegrali z rodakami z osady Leander Club o 3,5 sekundy. Był to jego jedyny start olimpijski.
Po wybuchu I wojny światowej wstąpił do British Army, otrzymując przydział w Hampshire Regiment w stopniu porucznika. Zdemobilizowany w stopniu kapitana.. 
W 1919 został Oficerem Orderu Imperium Brytyjskiego.